# Michail Iljitsch Kasakow

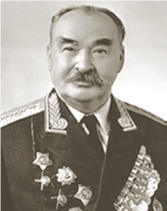
Michail Iljitsch Kasakow

Michail Iljitsch Kasakow (russisch Михаил Ильич Казаков; geboren am 26. Septemberjul. / 9. Oktober 1901greg. im Dorf Welikuscha, heute Kingmengsko-Gorodtzki, in der Oblast Wologda; † 25. Dezember 1979 in Moskau) war ein sowjetischer Armeegeneral und Held der Sowjetunion.

## Leben
Kasakow entstammte einer Bauernfamilie, sein Vater war ein ehemaliger Seemann der Baltischen Flotte. Er besuchte die Grundschule und beteiligte sich nach der Oktoberrevolution von 1917 aktiv an der Errichtung der Sowjetmacht in der Provinz Wologda. Er wurde Mitglied des Revolutionskomitees und war seit August 1919 Mitglied der KPdSU.

### Frühe Militärkarriere
Ende 1919 trat er in das Politbüro der Roten Armee ein und arbeitete als Stellvertreter des Kommissars für die Propagandaarbeit. Von September bis November 1920 kämpfte er bei der Südfront im Bereich der 46. Schützendivision gegen die Truppen von General Wrangel im nördlichen Taurien und auf der Krim. Dann nahm er an den Kämpfen gegen die anarchistischen Truppen unter Nestor Machno teil. Nach dem Bürgerkrieg arbeitete er in der politischen Abteilung bei der 3. Schützendivision auf der Krim und wurde Militärkommissar des 19. Schützen-Regiments. Im Juli 1924 wurde er zum Militärrat des 8. „Tschernigower“ Kosaken-Regiments der 2. Kavallerie-Division ernannt. Im Dezember 1924 wurde er stellvertretender Kommandeur des gleichen Regiments und im Oktober 1925 stellvertretender Kommandeur des 10. Ural-Kosaken-Regiments. Im Jahr 1927 absolvierte er einen Auffrischungskurse in der Kavallerieschule von Nowotscherkassk. 1930/31 absolvierte er die Frunse-Militärakademie und wurde ab Mai 1931 in den Generalstab des Militärbezirks Leningrad überstellt, ab Mai 1932 fungierte er als stellvertreter Leiter der Verwaltungsabteilung der Frunse-Militärakademie. Im Januar 1935 wurde er politischer Chef des 2. Kavalleriekorps in Schitomir und in den folgenden Jahren war er Leiter der Operationsabteilung des 2. Kavalleriekorps. Im März 1936 wurde er Kommandant des 29. Kavallerie-Regiments der 5. Kavallerie-Division. Er stieg im Oktober 1936 zum Oberst auf und absolvierte die Generalstabsakademie der Roten Armee. Anfang Juni 1937 wurde er als stellvertretender Stabschef für den zentralasiatischen Militärbezirk berufen. Am 15. Juli 1938 wurde er zum Brigadekommandant ernannt, im März 1938 zum Generalstabschef des zentralasiatischen Militärbezirks bestellt und am 6. April 1940 zum Generalmajor befördert.

### Im Deutsch-Sowjetischen Krieg
Nach Beginn des Vaterländischen Krieges wurde er im August 1941 zum Chef des Stabes der 53. Armee berufen, die im September 1941 auf englischen Antrag als Teil des Militärbezirks Transkaukasus im nördlichen Teil des Iran einrückte.
Im Januar 1942 wurde er zum Generalstabschef der Brjansker Front ernannt, organisierte eine Offensive bei Bolchow und versuchte im Juni 1942 vergeblich Woronesch zu halten.
Im Juli 1942 wechselte er als Generalstabschef zur neugebildeten Woronescher Front, die im Sommer am Don-Abschnitt in schweren Abwehrkämpfen lag. Am 19. Januar 1943 wurde er zum Generalleutnant ernannt und leitete im Februar die Woronesch-Kastornoje-Operation. Im Februar 1943 wurde Kasakow zum Kommandeur der 69. Armee der Woroneschfront ernannt, die im Zuge der Charkower Angriffsoperation zusammen mit anderen Armeen kurzfristig Charkow befreien konnte. Nach der Niederlage seiner Truppen vor Charkow, wurde er im März 1943 zum Stellvertreter des Kommandanten der Reservefront (2. Formation) ernannt. Seit Juni 1943 fungierte er in der gleichen Position bei der Steppenfront, die an der Schlacht von Kursk teilnahm. Im Juli 1943 wurde er stellvertretender Kommandeur der Brjansker Front, die im Oktober 1943 in 2. Baltische Front umbenannt wurde. Seine Truppen waren im Sommer 1943 während der Orjoler Operation an der Befreiung von Orel und Brjansk beteiligt.
Von Januar 1944 bis zum Kriegsende befehligte er die 10. Gardearmee bei der 2. Baltischen – und Leningrader Front. An der Spitze dieser Armee führte er die Reschiza-Dwinsker Operation durch, stieß zur Ostsee ins Baltikum vor und beteiligte sich an der Eroberung von Riga (Oktober 1944). Am 13. September 1944 folgte seine Rangerhöhung zum Generaloberst.
Zwischen Oktober 1944 und Mai 1945 war die 10. Gardearmee unter den Oberbefehl von Andrei Jerjomenko und ab Februar 1945 unter Leonid Goworow an der Blockierung der deutschen Heeresgruppe Kurland beteiligt.

### Nachkriegszeit
Nach dem Krieg wurde er 1946 Stellvertretender Kommandeur und 1945 Generalstabschef des Militärbezirks Transkaukasus. 1949 fungierte er als stellvertretender Kommandeur des Militärbezirks Süd-Ural. 1950 wurde er Chef des Stabes im Militärbezirk Odessa, 1953 wurde er Kommandant des Militärbezirks Ural und am 8. August 1955 folgte seine Rangerhöhung zum Armeegeneral. 1956 hatte er die Position eines stellvertretenden Kommandeurs der Schule für das körperliche Ausbildung der sowjetischen Streitkräfte. Im November 1956 wurde er zum Kommandeur der Südgruppe ernannt, die in Ungarn die Unterdrückung des ungarischen Aufstands durchführte. 1960 bis 1965 wurde er Kommandant des Militärbezirks Leningrad, von 1965 bis 1968 war er Generalstabschef der Streitkräfte des Warschauer Pakts. 1968 wurde er Generaldirektor der Inspektorengruppe im Ministerium für Verteidigung. Daneben fungierte er ab 1946 als Stellvertreter Mitglied des Obersten Sowjet und war von 1961 bis 1971 Mitglied des Zentralkomitee der KPdSU. Per Erlass des Präsidiums des Obersten Sowjet wurde er am 21. Februar 1978 für seine Leistungen im Weltkrieg nachträglich mit dem Titel Held der Sowjetunion geehrt. Er war Autor mehrerer militärischer Erinnerungen und Publikationen. Er starb 1979 in Moskau und wurde auf den Nowodewitschi-Friedhof begraben.
| Personendaten    | Personendaten                                                |
| ---------------- | ------------------------------------------------------------ |
| NAME             | Kasakow, Michail Iljitsch                                    |
| ALTERNATIVNAMEN  | Казаков, Михаил Ильич (russisch)                             |
| KURZBESCHREIBUNG | sowjetischer Armeegeneral                                    |
| GEBURTSDATUM     | 9. Oktober 1901                                              |
| GEBURTSORT       | Dorf Welikuscha, heute Kingmengsko-Gorodtzki, Oblast Wologda |
| STERBEDATUM      | 25. Dezember 1979                                            |
| STERBEORT        | Moskau                                                       |